# Henri Cochet
Henri Jean Cochet (Villeurbanne, 14 dicembre 1901 – Saint-Germain-en-Laye, 2 aprile 1987) è stato un tennista francese, ai vertici di questo sport sul finire degli anni venti e inizio dei trenta assieme a Lacoste, Brugnon e Borotra, fatto che li fece sovrannominare i quattro moschettieri.
In singolare Cochet ha vinto 8 tornei del Grande Slam ed un French Pro Championship nel 1936. Fu primo nel ranking mondiale maschile per tre anni di seguito, dal 1928 al 1930.

## Carriera
Il padre di Cochet lavorava come custode presso il club tennistico di Lione (Tennis Lyon), cosa che gli permise di conoscere i segreti del gioco già precocemente. Di carattere schivo, affrontava i tornei con molta nonchalanche, allenandosi meno dei suoi colleghi e affrontando i match apparentemente con poca concentrazione, ma poteva contare su un diritto molto efficace e un gioco a rete completo e decisivo. All'inizio della carriera, le umili origini non lo aiutarono: poteva allenarsi di straforo, visto il mestiere del padre, ma doveva anche recarsi al lavoro in seteria. Fu durante il servizio militare che ebbe modo di allenarsi veramente bene, cosa che lo fece schizzare ai primi posti nel tennis francese.
Sfruttando il nome che si era fatto, aprì un negozio di articoli sportivi, su spinta anche dei familiari. Questo impegno, assieme ai postumi della finale olimpica del 1924, lo portò ad un peggioramento della forma e scivolò al terzo posto in classifica, surclassato da Lacoste e Borotra. Fu in questo contesto di apparente tramonto che Cochet fu richiamato per giocare la Coppa Davis da Pierre Gillou (allora dirigente del tennis francese). I francesi vinsero quell'edizione (era il 1927) e Cochet ebbe modo di allenarsi come gli era necessario per tornare a trionfare. Tra il 1928 e il 1933 perse un solo match (su 10 che disputò) al Roland Garros. Si ritirò nel 1958 a 57 anni.

## Record nel Grande Slam
Open di Francia
- Campione di singolo: 1922, 1926, 1928, 1930, 1932
- Finalista nel singolo: 1933
- Campione del doppio: 1927 (assieme a Brugnon), 1930 (con Brugnon), 1932
- Finalista nel doppio: 1925
- Campione di doppio misto: 1928 (con Eileen Bennett Whittingstall), 1929 (assieme Bennett)
- Finalista nel doppio misto: 1930

Torneo di Wimbledon
- Campione di singolo: 1927, 1929
- Finalista nel singolo: 1928
- Campione di doppio: 1926 (con Brugnon), 1928 (assieme a Brungon)
- Finalista nel doppio: 1927, 1931

US Open (tennis)
- Campione di singolo: 1928
- Finalista nel singolo 1932
- Campione di doppio misto: 1927 (con Bennett)